# Batalla de Céret
La batalla de Céret fue un enfrentamiento militar librado el 20 de abril del año 1793, y que enfrentó al ejército español bajo Antonio Ricardos contra el francés, dirigido por Gautier Kerveguen, que intentaba detener el avance español sobre Perpiñán, en el marco de la Guerra del Rosellón. La victoria fue finalmente para los españoles.

## Antecedentes
El 17 de abril de 1793, el Reino de España declaró la guerra a la República Francesa en respuesta a la ejecución de Luis XVI de Francia y su esposa María Antonieta de Austria. El ejército español, bajo el mando del general Antonio Ricardos, invadió el Rosellón desde Saint-Laurent-de-Cerdans con 25.000 hombres y un centenar de piezas de artillería, ocupando la poco defendida ciudad de Arles de Tec y avanzando hacia Perpiñán por el valle del Tec.

## Orden de batalla
Kerveguen, a las órdenes del general Matthieu La Houlière, dispuso a las tropas francesas en dos grupos, el primero emboscado entre unos olivos a la izquierda del camino y la montaña, mientras que el segundo formó entre Céret y el puente del camino, con la artillería.
Antonio Ricardos dispuso sus tropas en tres líneas, la primera con dos regimientos y tres compañías, comandada por él mismo, la segunda por cuatro compañías y la tercera por dos regimientos.

## La batalla
Ricardos inició el combate con un ataque por la derecha del flanco izquierdo por parte de la infantería ligera de voluntarios de Cataluña y Tarragona con tiros de fusilería, que fue respondido por los franceses situados en los olivos y por dos cañones emplazados delante del puente.
Seguidamente, el conde de la Unión hizo tomar dos cañones apostados en la carretera de Arles, haciendo huir a los franceses y capturando estas piezas y las del puente. Desbordados y presa de la artillería, los franceses huyeron a Le Boulou.

## Consecuencias
Esta batalla significó la ocupación por los españoles del valle del Tec en su campaña para la toma de Perpiñán, el suicidio del general Matthieu La Houlière, que no soportó la humillación de la derrota, y que el ejército francés de los Pirineos se separase en dos, el ejército de los Pirineos orientales, comandado por el general De Flers, y el ejército de los Pirineos orientales, comandado por el general Joseph Servan.